# Martin Fry
Martin Fry, né à Stockport (Grand Manchester) le 9 mars 1958 , est le chanteur anglais, leader (et actuellement le seul membre) du groupe new wave ABC.